# Braständare

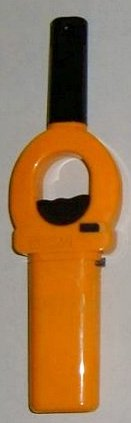

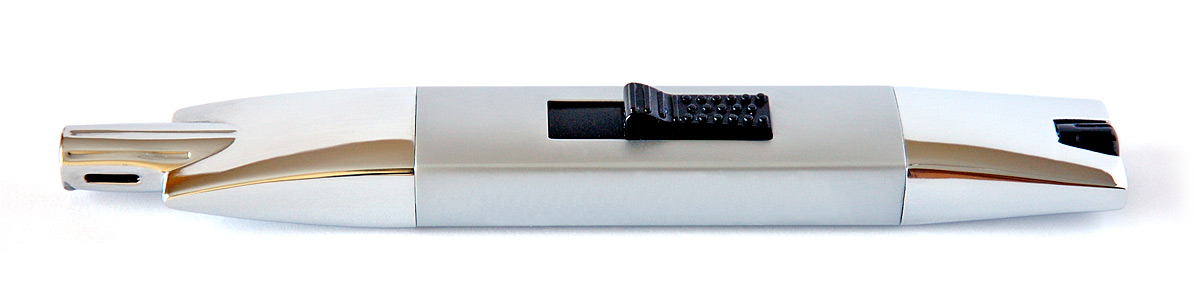

Braständare, avsedda att användas för att tända eld på en brasa eller i en öppen spis, finns av olika slag.
1. Gaständare av speciell utformning med skaftmunstycke, där lågan kan göras kraftigare än i en vanlig cigarettändare.
2. En förstorad tändsticka med tändsats.